# Chilly-le-Vignoble
Chilly-le-Vignoble – miejscowość i gmina we Francji, w regionie Burgundia-Franche-Comté, w departamencie Jura.
Według danych na rok 1990 gminę zamieszkiwało 375 osób, a gęstość zaludnienia wynosiła 122 osoby/km² (wśród 1786 gmin Franche-Comté Chilly-le-Vignoble plasuje się na 392. miejscu pod względem liczby ludności, natomiast pod względem powierzchni na miejscu 956.).